# Stella Liebeck
Stella Liebeck, född 14 december 1912, död 4 augusti 2004, vann 1994 ett mål mot McDonald's efter att hon köpt en kopp kaffe på drive-in och skållat sig själv i bilen. Hon ådrog sig brännskador på 16 procent av kroppen; låren och grenen, varav fem procent var tredje gradens. Hon vårdades på sjukhus i åtta dagar med hudtransplantationer, och sedan följde två års eftervårdsbehandling.
Stella Liebeck och hennes familj skrev därför ett brev där de bad McDonald's att se över temperaturen på kaffet samtidigt som de frågade om de kunde få 20 000 dollar i kompensation för sjukhusvistelsen, framtida vårdkostnader och inkomstbortfall. Företaget erbjöd henne 800 dollar. Liebeck hade aldrig stämt någon förut men beslutade sig för att driva en process mot McDonald's med hjälp av juristen Reed Morgan. Vid två tillfällen försökte de att nå förlikning innan rättegången, och en medlare försökte en gång, men företaget vägrade.
Efter tio dagars rättegång beslutades att McDonald's skulle betala Liebeck 2,86 miljoner dollar för de skador hon ådragit sig av kaffet. Det sänktes senare till en hemlig summa mindre än $600 000 dollar. 
Stämningen blev efter avgörandet ett skämt i medier, då de fakta domen byggde på var mindre intressanta att förmedla när historien återberättades. Processen gav även upphov till Stellapriset, ett humoristiskt pris för udda stämningar. 